# Йо-Інге Бергет
Йо-Інге Бергет (норв. Jo Inge Berget, нар. 11 вересня 1990, Осло) — норвезький футболіст, півзахисник клубу «Сарпсборг 08».
Дворазовий володар Кубка Норвегії. Дворазовий чемпіон Норвегії. Триразовий чемпіон Швеції.

## Клубна кар'єра
Народився 11 вересня 1990 року. Вихованець юнацьких команди «Гран-ог-Гаделанн».
У дорослому футболі дебютував 2007 року виступами за команду клубу «Люн». Провівши лише декілька ігор у першій команді цього клубу, молодий гравець привернув увагу скаутів італійського «Удінезе», з яким влітку 2008 уклав трирічний контракт. Відігравши півроку за молодіжну команду клубу з Удіне був відданий в оренду до «Люна», в якому провів сезон 2009 року, а згодом до «Стремсгодсета», кольори якого захищав протягом 2010 і першої половини 2011 року.
Так і не зігравши жодної гри за основну команду «Удінезе», влітку 2011 перебрався на батьківщину на постійній основі, уклавши контракт з «Молде». Відіграв за команду з Молде наступні два сезони своєї ігрової кар'єри. Більшість часу, проведеного у складі «Молде», був основним гравцем команди. Виборов з командою два титули чемпіона Норвегії, ставав володарем Кубка країни.
На початку 2014 року головний тренер «Молде» Уле Гуннар Сульшер очолив тренерський штаб валлійського «Кардіфф Сіті» і запросив одного з лідерів своєї попередньої команди до складу нової. За результатами сезону 2013/14, в якому Бергет лише одного разу виходив на поле в чемпіонаті, «Кардіфф Сіті» зайняв останнє місце у Прем'єр-лізі і понизився у класі. Влітку 2014 норвежець перейшов на умовах короткотермінової оренди до шотландського «Селтіка», в якому за півроку у різних турнірах провів 7 матчів. Наприкінці 2014 року залишив «Селтік», а контракт з «Кардіфф Сіті» було розірвано за згодою сторін.
На початку 2015 року прийняв пропозицію від іншого норвезького тренера Оге Гарейде приєднатися до очолюваного тим шведського «Мальме». У новій команді не лише почав регулярно виходити на поле, але й демонструвати дуже пристойну результативність.
Відігравши повністю три роки контракту з «Мальме», залишив шведський клуб і 19 січня 2018 року став гравцем клубу «Нью-Йорк Сіті» з MLS.

## Виступи за збірні
2006 року дебютував у складі юнацької збірної Норвегії, взяв участь у 17 іграх на юнацькому рівні, відзначившись 7 забитими голами.
Протягом 2009—2013 років залучався до складу молодіжної збірної Норвегії. На молодіжному рівні зіграв у 23 офіційних матчах, забив 6 голів.
2012 року дебютував в офіційних матчах у складі національної збірної Норвегії. Наразі провів у формі головної команди країни 20 матчів, забивши 3 голи.
| Дата       | Місто    | Господарі   | Результат | Гості       | Турнір            | Голи | Примітки |
| ---------- | -------- | ----------- | --------- | ----------- | ----------------- | ---- | -------- |
| 18/01/2012 | Бангкок  | Таїланд     | 0 – 1     | Норвегія    | товариський матч  | -    |          |
| 09/01/2013 | Кейптаун | ПАР         | 0 – 1     | Норвегія    | товариський матч  | -    |          |
| 12/01/2013 | Ндола    | Замбія      | 0 – 0     | Норвегія    | товариський матч  | -    |          |
| 15/01/2014 | Абу-Дабі | Молдова     | 1 – 2     | Норвегія    | товариський матч  | -    |          |
| 03/09/2015 | Софія    | Болгарія    | 0 – 1     | Норвегія    | Відбір до ЧЄ 2016 | -    |          |
| 06/09/2015 | Осло     | Норвегія    | 2 – 0     | Хорватія    | Відбір до ЧЄ 2016 | 2    |          |
| 10-10-2015 | Осло     | Норвегія    | 2 – 0     | Мальта      | Відбір до ЧЄ 2016 | -    |          |
| 13-10-2015 | Рим      | Італія      | 2 – 1     | Норвегія    | Відбір до ЧЄ 2016 | -    |          |
| 12-11-2015 | Осло     | Норвегія    | 0 – 1     | Угорщина    | Відбір до ЧЄ 2016 | -    |          |
| 15-11-2015 | Будапешт | Угорщина    | 2 – 1     | Норвегія    | Відбір до ЧЄ 2016 | -    |          |
| 24-3-2016  | Таллінн  | Естонія     | 0 – 0     | Норвегія    | товариський матч  | -    |          |
| 29-3-2016  | Осло     | Норвегія    | 2 – 0     | Фінляндія   | товариський матч  | 1    |          |
| 31-8-2016  | Осло     | Норвегія    | 0 – 1     | Білорусь    | товариський матч  | -    |          |
| 8-10-2016  | Баку     | Азербайджан | 1 – 0     | Норвегія    | товариський матч  | -    |          |
| 11-10-2016 | Осло     | Норвегія    | 4 – 1     | Сан-Марино  | Відбір до ЧС 2018 | -    |          |
| 11-11-2016 | Прага    | Чехія       | 2 – 1     | Норвегія    | Відбір до ЧС 2018 | -    |          |
| 10-6-2017  | Осло     | Норвегія    | 1 – 1     | Чехія       | Відбір до ЧС 2018 | -    |          |
| 1-9-2017   | Осло     | Норвегія    | 2 – 0     | Азербайджан | Відбір до ЧС 2018 | -    |          |
| 4-9-2017   | Штутгарт | Німеччина   | 6 – 0     | Норвегія    | Відбір до ЧС 2018 | -    |          |
| 14-11-2017 | Трнава   | Словаччина  | 1 – 0     | Норвегія    | товариський матч  | -    |          |
| Усього     |          | Матчів      | 20        |             | Голів             | 3    |          |

## Титули і досягнення
- Володар Кубка Норвегії (2):

«Стремсгодсет»: 2010
«Молде»: 2013
- Чемпіон Норвегії (2):

«Молде»: 2011, 2012
- Чемпіон Швеції (4):

«Мальме»: 2016, 2017, 2020, 2021
- Володар Кубка Швеції (1):

«Мальме»: 2021-22